# DNA polymeráza

Průběh replikace pomocí DNA polymerázy, znázorněna oprava chyb

DNA polymeráza je označení pro takový enzym účastnící se replikace DNA, který katalyzuje polymeraci řetězce DNA. V replikační vidlici vkládá deoxyribonukleotidy (typ nukleotidů obsahující deoxyribózu) a prodlužuje tak řetězec.

## Činnost

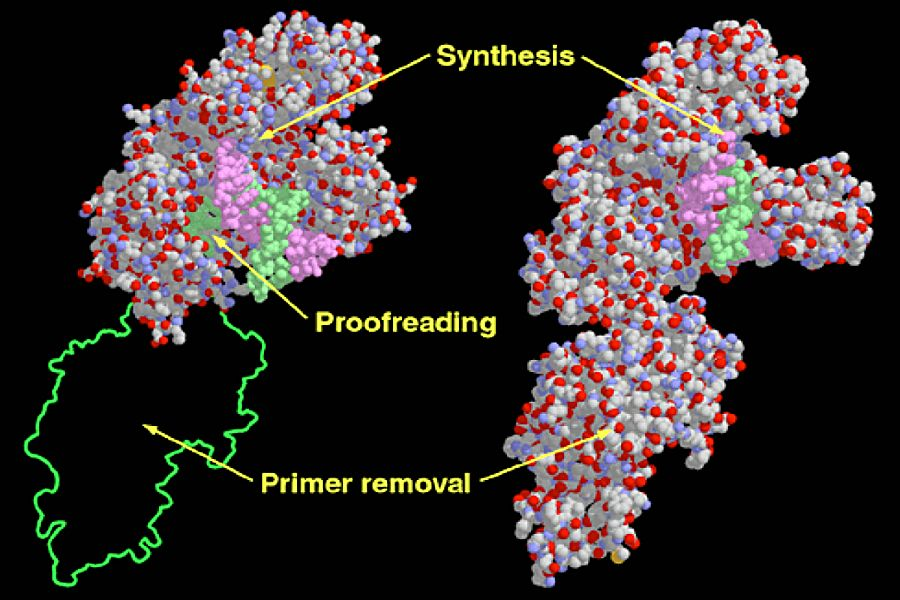
Vpravo DNA polymeráza I, vlevo Klenowův fragment, vzniklý částečnou degradací DNA polymerázy I

DNA polymeráza umí přidávat nové nukleotidy pouze na 3' konec nově vznikajícího řetězce DNA. Díky tomu se tento řetězec prodlužuje ve směru 5'-3'. Dále platí, že DNA polymeráza nikdy nesyntetizuje nový řetězec DNA nanovo (de novo), vždy potřebuje zmíněný 3'-OH konec. Z tohoto důvodu se DNA polymeráza musí navázat na primer, který tento 3' konec již obsahuje (tvorby primeru se účastní enzym primáza).
Některé DNA polymerázy jsou schopné opravy chyb vzniklých při replikaci. Když tyto polymerázy objeví chybný pár bází, vyjmou ho a nahradí správným.
Většina DNA polymeráz potřebuje tzv. templát, tedy nějakou sekvenci nukleové kyseliny, podle jejíhož vzoru provádí polymeraci (řadí nukleotidy podle komplementarity bází). K výjimkám v tomto směru patří např. terminální deoxynukleotidyltransferáza. Rozlišujeme DNA-dependentní DNA polymerázy, které jako templát využívají DNA, a RNA-dependentní DNA polymerázy (tzv. reverzní transkriptázy), které využívají jako templát RNA.

## Typy DNA polymeráz

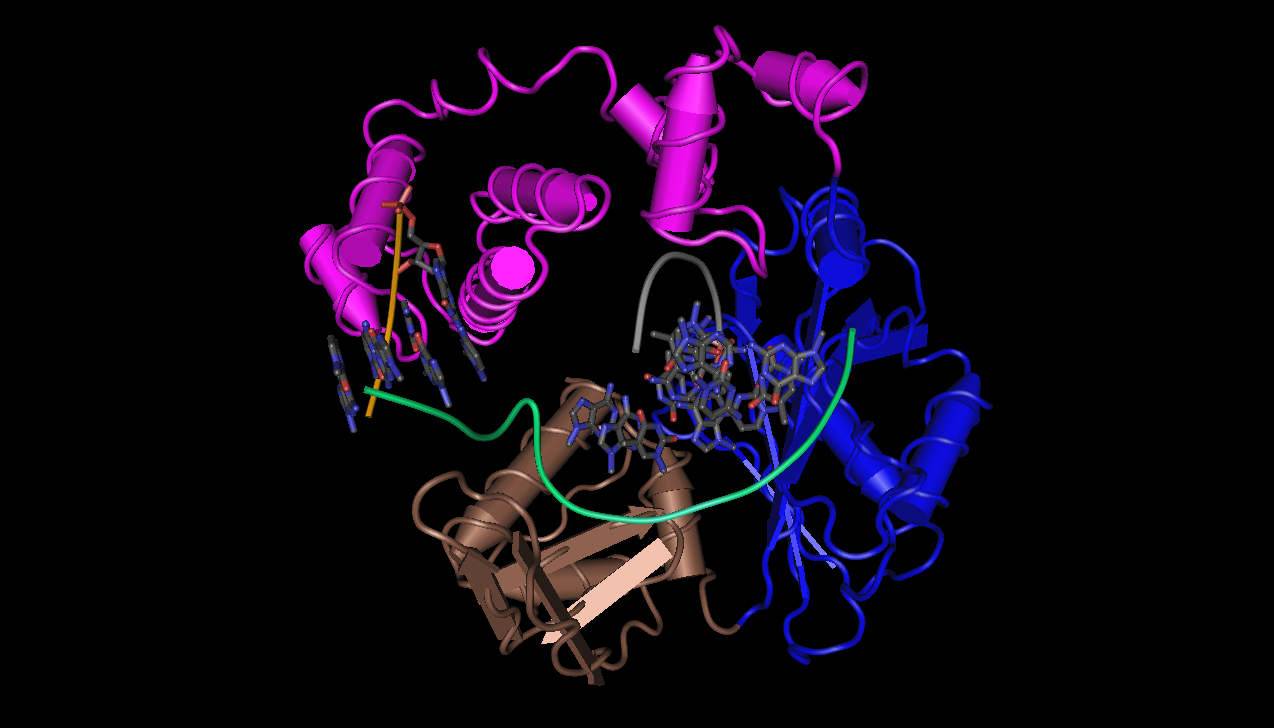
Lidská DNA polymeráza lambda, jedna z méně známých lidských DNA polymeráz

### DNA polymerázy bakterií
U bakterií známe sice pět druhů DNA polymeráz, z E. coli však byly izolovány jen Pol I, II a III:
- DNA polymeráza I - především opravuje DNA[2]
- DNA polymeráza II - především opravuje DNA[2]
- DNA polymeráza III - hlavní DNA polymeráza bakterií, umožňuje replikaci DNA[2]
- DNA polymeráza IV (méně významná)
- DNA polymeráza V (méně významná)

### DNA polymerázy archeí
Příslušné DNA polymerázy jsou podobné spíše eukaryotním DNA polymerázám.

### DNA polymerázy eukaryot
U Eukaryotických organizmů, k nimž patří např. člověk, bylo nalezeno nejméně 15 různých DNA polymeráz. Ty se účastní nejen v replikaci chromozomů, ale i v opravě DNA, crossing-overu chromozomových ramen a replikaci mitochondriální DNA. Mezi známé DNA polymerázy eukaryot patří:
- DNA polymeráza α – vytváří primery[2]
- DNA polymeráza δ – replikuje DNA
- DNA polymeráza ε – replikuje DNA

## Využití v laboratoři
V genetickém inženýrství se běžně využívají zejména čtyři druhy DNA polymeráz. DNA polymeráza I, izolovaná obvykle z E. coli, která má 5'-3' polymerizační a obousměrnou exonukleázovou aktivitu. Klenowův fragment je upravená DNA polymeráza I, jenž ztratila část svých exonukleázových aktivit. Třetí hojně využívanou polymerázou je Taq polymeráza, která odolává vysokým teplotám a používá se např. při PCR. Často se používají i různé reverzní transkriptázy, umožňující syntézu DNA podle RNA vzoru.